# Concili di Costantinopoli dell'869-870 e dell'879-880
Il Concilio di Costantinopoli IV si tenne dal 5 ottobre 869 al 28 febbraio 870. Questo concilio, ritenuto ecumenico nella Chiesa cattolica, fu poi rifiutato dalla Chiesa ortodossa, nella quale alcuni considerano ecumenico un altro concilio, celebrato dieci anni dopo (879-880) sempre a Costantinopoli, con lo stesso numero IV. In generale gli ortodossi accettano come ecumenici solo sette concili.

## Il contesto storico

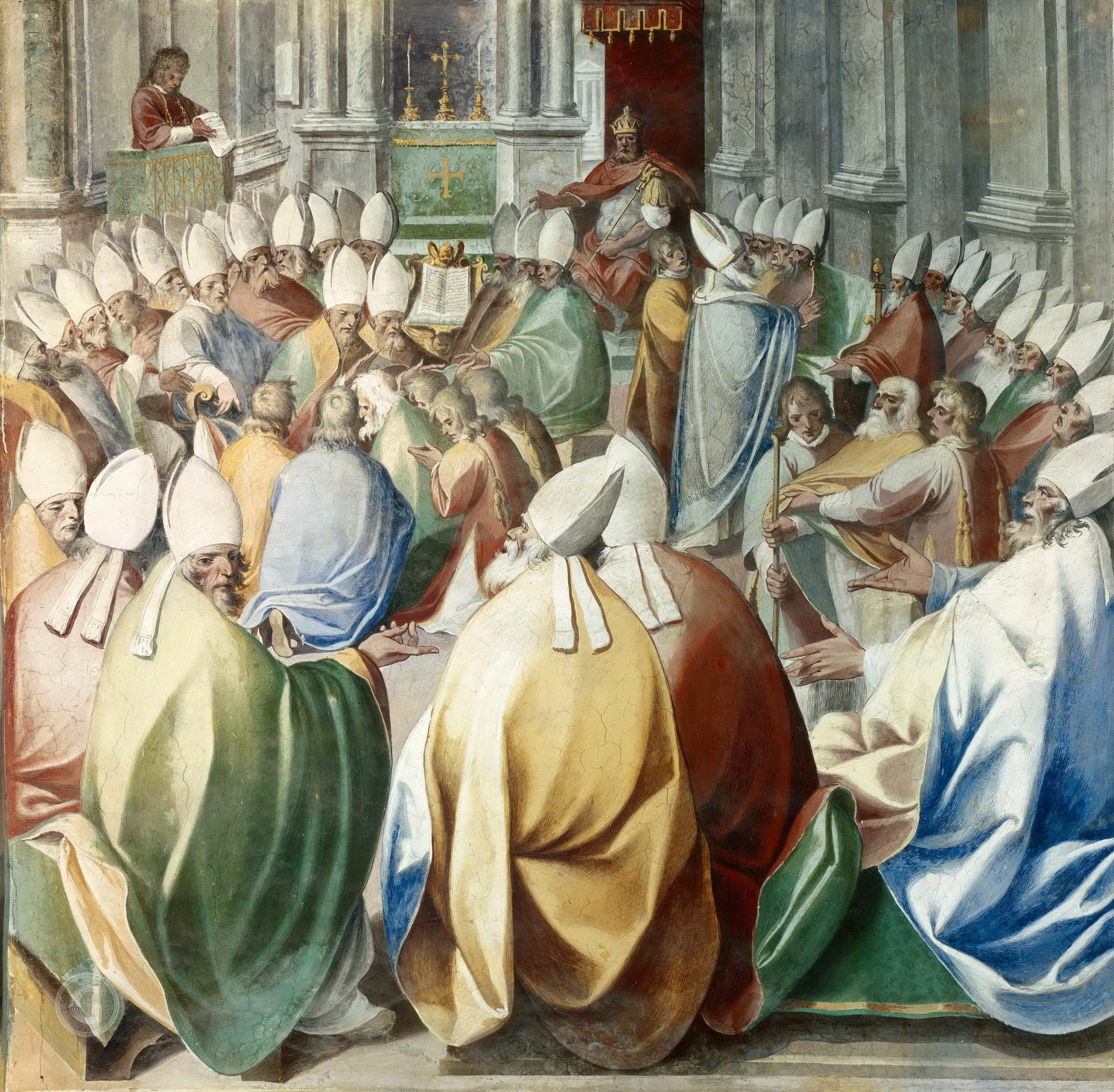
Cesare Nebbia (1536-1614): Concilio di Costantinopoli IV

### I dissidi nella Chiesa bizantina
La fine dell'iconoclastia con il sinodo costantinopolitano dell'843 lasciava comunque strascichi polemici all'interno della Chiesa bizantina. Il nuovo patriarca Metodio (843-847) preferì scegliere una linea più morbida e moderata, evitando per esempio un'epurazione completa di quei vescovi che si erano compromessi con la politica iconoclastica precedente. Ma era sempre forte l'opposizione interna, dovuta a frange battagliere, anche se minoritarie, di iconoclasti e al partito degli zeloti, composto soprattutto da monaci, che criticava la politica liberale di Metodio.
Alla morte di Metodio, l'imperatrice Teodora, reggente del figlio Michele III impose la scelta del monaco Ignazio come nuovo patriarca di Costantinopoli (847-858), senza attendere la regolare elezione del sinodo. Il nuovo patriarca, di propensioni rigoriste, non seguì la linea politica del suo predecessore alienandosi così le simpatie del partito moderato, che finora aveva sostenuto Metodio. Ignazio ben presto iniziò a farsi nemici anche alla corte, e quando la sua protettrice Teodora cadde in disgrazia, con il colpo di Stato dell'856 (che portò al potere il fratello di Teodora, Bardas), la vita del Patriarca fu sempre più difficile, finché nell'858 fu rimosso dal trono patriarcale e confinato.
Le modalità con cui Fozio accedette al suo primo patriarcato (858-867) sono oggetto di discussione fra gli storici: è comunque caduta definitivamente l'accusa tradizionale che vedeva Fozio come un intruso. Ignazio acconsentì a dimettersi, a condizione che venisse riconosciuta la validità delle consacrazioni episcopali da lui effettuate. Fozio, che era un laico, ricevette in pochi giorni tutte le sacre ordinazioni e in seguito fu intronizzato. Ma ben presto le cose precipitarono. Il partito degli ignaziani, scontento delle prime mosse di Fozio, nel febbraio 859 destituì Fozio e dichiarò Ignazio unico legittimo patriarca. Fozio rispose a sua volta con un nutrito sinodo del marzo successivo, a cui parteciparono almeno 170 vescovi: questo sinodo dichiarò illegittima l'elezione di Ignazio, avvenuta senza la regolare elezione sinodale, e lo si destituì formalmente. Il governo di Bardas sostenne con la forza le deliberazioni del sinodo foziano contro Ignazio: ormai era evidente uno scisma interno alla Chiesa bizantina.

### L'intervento del papa
Solo dopo questi fatti Fozio si decise ad inviare agli altri patriarchi e a Roma le lettere della sua intronizzazione. La delegazione che portò i documenti a Roma presentò al papa Niccolò I anche una lettera dell'imperatore in cui Michele III chiedeva al Papa di inviare legati a Costantinopoli per un concilio che eliminasse gli ultimi resti dell'iconoclastia. Il papa accettò le credenziali di Fozio ed inviò i suoi legati a Costantinopoli non solo per il concilio, ma anche per esaminare da vicino la questione di Ignazio, su cui il Papa avocava a sé ogni decisione. Il sinodo si riunì nella chiesa degli Apostoli a Costantinopoli fra l'aprile e l'agosto 861 alla presenza di più di trecento vescovi; i legati pontifici, certi dell'invalidità dell'elezione di Ignazio, si pronunciarono per la sua destituzione, oltrepassando in questo modo gli ordini ricevuti da Roma; fu ribadita inoltre la condanna dell'iconoclastia; ma il sinodo non accondiscese alle richieste del Papa di veder restituita alla Sede romana la giurisdizione ecclesiastica sull'Illiria (e con essa riconosciuta l'importante missione presso i Bulgari), che era stata sottratta arbitrariamente un secolo prima.
Il Papa venne a conoscenza del sinodo e delle sue decisioni da tre gruppi distinti di persone: dai suoi legati, da un'ambasciata inviata da Ignazio, e da una lettera ufficiale di Fozio. Inoltre Ignazio si recò lui stesso dal papa a Roma. E contro ogni aspettativa Niccolò I, in un sinodo lateranense dell'agosto 863, destituì Fozio, dichiarò nulla la deposizione di Ignazio e (dopo due anni) punì i legati pontifici per non aver rispettato i suoi ordini, facendosi corrompere. Uno scambio di lettere tra l'imperatore Michele III e Niccolò I, al di là del linguaggio duro e sprezzante, mostra in modo sintomatico la progressiva estraneità tra Roma e Costantinopoli, che si pone ormai non più solo sul piano ecclesiastico, ma anche su quello politico e culturale. Niccolò I rintuzzava, nella sua risposta, gli attacchi dell'imperatore alla lingua latina, ritenuta barbara; insisteva sui diritti della Chiesa romana, già definita come «la prima e la maestra di tutte le chiese»; affermava la superiorità del Papa sul concilio ecumenico. Il Papa però non chiudeva tutte le porte, poiché si dichiarava disponibile a riesaminare la disputa tra Fozio e Ignazio. Ma le cose non andarono come il Papa sperava.

### La questione bulgara
L'863 è un anno decisivo per la missione presso gli slavi, quando Cirillo e Metodio partirono per l'evangelizzazione della Grande Moravia. L'anno seguente il khan di Bulgaria Boris si convertiva al cristianesimo ed accettava l'invio di missionari bizantini. In seguito, fra l'865 e l'866 egli insistette perché la Chiesa bulgara diventasse autonoma da Costantinopoli e dotata di un proprio patriarca. Ma la risposta negativa di Fozio, portò Boris a rivolgere la medesima richiesta al papa di Roma, sottoponendogli nello stesso tempo una serie di 106 quesiti sorti in seguito all'evangelizzazione.
Il papa inviò due vescovi con le puntuali risposte alle questioni bulgare; i successi ottenuti dai missionari latini furono tali da spingere Boris a far richiesta formale perché uno di questi fosse eletto patriarca di Bulgaria.
I successi della missione romana preoccuparono seriamente le autorità bizantine ed innescarono una nuova controversia, che si aggiunse a quella della disputa tra Fozio e Ignazio. Infatti, nelle risposte ai quesiti posti dai bulgari, i latini avevano criticato, con parole e giudizi irriguardosi, le usanze dei riti orientali, e soprattutto avevano citato l'aggiunta del Filioque al Credo.

### La caduta di Fozio
La questione bulgara diede a Fozio l'occasione di scrivere una lettera ai patriarchi orientali per un'apologia della tradizione dogmatica e disciplinare della Chiesa bizantina contro le innovazioni latine; affiora in questo momento l'accusa di eresia a proposito del Filioque. In questo modo cercava di screditare la Chiesa occidentale e sollecitare la solidarietà di tutta la Chiesa orientale. Inoltre cercò l'appoggio delle autorità bizantine e di coloro che in Occidente, per motivi politici, erano critici nei confronti della linea politica di Niccolò I.
Forte di queste premesse, fra agosto e settembre 867, il Patriarca convocò a Costantinopoli un grande sinodo, presieduto dagli imperatori Michele III e Basilio I, che segnò la rottura formale tra Costantinopoli e Roma: con un gesto che nessuno aveva mai osato fare finora, Fozio fece scomunicare e deporre Niccolò I.
Ma le decisioni conciliari non sortirono effetti laceranti, perché fatte alla vigilia di importanti cambiamenti politici. Infatti, poche settimane dopo la fine del concilio, il 23 settembre 867 Basilio I fece uccidere Michele III (dopo aver fatto uccidere in precedenza Barda), diventando unico imperatore. Fin dall'inizio, per cercare legittimazione al colpo di mano che l'aveva portato al potere, cercò appoggio presso quegli ambienti che erano stati all'opposizione sotto il regime precedente (gli ignaziani) e cercò di migliorare le relazioni con Roma. Tutto questo portò alla caduta di Fozio e al reintegro di Ignazio nei suoi antichi diritti di patriarca. Basilio I ed Ignazio, scrivendo poi al Papa per comunicargli il mutamento verificatosi, richiesero l'invio di legati pontifici per un concilio ecumenico che avrebbe dovuto tenersi a Costantinopoli.
Questo è l'intricato contesto storico dei due concili svolti a Costantinopoli nell'869-870 e nell'879-880, il primo non dogmatico, ove le questioni dogmatiche (il Filioque), mischiate a quelle disciplinari (la disputa Ignazio-Fozio) e politiche (la questione bulgara) sono solo pretestuose. Infatti non verranno discusse ma solo usate.

## Il Concilio di Costantinopoli dell'869-870

### Gli antefatti
Gli antefatti immediati al concilio lasciano intravedere elementi di tensione fra Roma e Costantinopoli. Nel giugno 869, in un sinodo tenuto da Adriano II a San Pietro in Roma, si precisava il pensiero di Roma in merito a Fozio e ai suoi sostenitori: l'ex patriarca e tutti coloro che erano stati ordinati da lui vennero deposti, mentre coloro che erano stati ordinati in precedenza da Ignazio e poi avevano aderito a Fozio potevano essere riammessi solo sottoscrivendo un Libellus satisfactionis. Insomma, Roma si poneva come ultima istanza in materia di fede, disciplina e comunione ecclesiale.
Ovviamente le condizioni poste da Roma non erano fatte per piacere a Costantinopoli, e nemmeno a Basilio I, la cui politica tendeva invece ad un atteggiamento moderato e di clemenza verso i seguaci di Fozio per evitare un ulteriore irrigidimento. Invece, nell'ottica di Roma il concilio avrebbe dovuto semplicemente ratificare le decisioni prese a San Pietro.

### La prima parte del concilio (ottobre-novembre 869)
Il Concilio si aprì il 5 ottobre 869 alla presenza di soli 5 metropoliti e 7 vescovi (poiché erano stati ammessi solo i vescovi rimasti fedeli a Ignazio), ma con i delegati dei patriarchi di Antiochia e Gerusalemme (quelli di Alessandria arriveranno solo alla nona sessione).
Nel suo discorso inaugurale, l'imperatore Basilio I, desideroso di giungere ad un compromesso accettabile da tutti, annunciò, contro le pretese romane, che fosse nuovamente esaminato il caso di Fozio e dei suoi sostenitori. Dopo che i presenti approvarono il Libellus satisfactionis, decisero che non si poteva giudicare Fozio senza convocarlo in assemblea e sentirlo direttamente.
Dopo che nella seconda sessione (7 ottobre) furono ammessi al concilio, dietro l'accettazione del Libellus satisfactionis, i vescovi ordinati da Ignazio ma poi passati dalla parte di Fozio, nella quarta sessione (18 ottobre), fu fatta richiesta formale di audizione di Fozio, dietro minaccia dei legati imperiali di non sottoscrivere gli atti sinodali. I legati papali sono costretti a cedere. Nelle sessioni del 20 e del 25 ottobre, mentre Fozio si chiude nel silenzio, i suoi sostenitori si lanciano in un'accorata difesa del suo operato e si scagliano soprattutto contro il Libellus satisfactionis, ritenuto umiliante.
Questo però non cambiò i rapporti di forza interni al concilio, cosicché, al termine della sesta sessione (25 ottobre), Fozio e i suoi sostenitori furono condannati, conformemente ai desideri di Roma, nella sessione successiva (29 ottobre) vennero deposti e anatematizzati, e nell'ottava sessione (5 novembre) gli atti del concilio dell'867 furono bruciati, così come gli scritti di Fozio contro Roma.

### La seconda parte del concilio (febbraio 870)
Dopo di che il concilio venne sospeso per tre mesi. Si ignorano i motivi, ma le tensioni suscitate dal Libellus satisfactionis ebbero la loro parte: la maggior parte dell'episcopato bizantino era a favore di Fozio e si sentiva mortificato dall'atteggiamento di Roma, a tal punto che alcuni vescovi che avevano firmato il Libellus cercarono di impadronirsene per distruggerlo.
Il concilio si riaprì con la nona sessione il 12 febbraio 870; il numero dei partecipanti era salito a 67 e tra questi anche i legati del patriarca di Alessandria, che aderirono subito alle decisioni già prese dal concilio. La sessione conclusiva (28 febbraio), con circa 103 padri conciliari, si svolse alla presenza di ospiti di rilievo: vi era un'ambasciata di Ludovico II di Germania, di cui faceva parte anche Anastasio Bibliotecario; e una legazione di Boris di Bulgaria che rimise in tavola la questione della giurisdizione ecclesiastica nel proprio territorio.
In questa cornice il concilio procedette ai suoi atti finali: furono approvati il tradizionale pronunciamento di fede e 26 canoni di interesse dogmatico e disciplinare.
- Poiché questo concilio non aveva aggiunto nulla sotto il profilo dogmatico, il pronunciamento di fede si limitava a ribadire i dogmi tradizionali. Si ringraziava l'imperatore per aver convocato questo «sinodo universale», si rinnova il Simbolo niceno-costantinopolitano con l'aggiunta dei dogmi successivi, si rinnova la condanna degli eretici del passato (Ario, Sibellio, Nestorio, ecc.); uno spazio particolare viene dato al Concilio di Costantinopoli III e al Concilio di Nicea II, cui segue questo «ottavo sinodo universale». Poi seguono le accuse a Fozio presentato come intruso, usurpatore e persecutore; è sottolineata l'azione del Papa di Roma che ha anatematizzato Fozio, dell'imperatore Basilio I che ha convocato il concilio.
- I 26 canoni toccano diversi temi, tra cui il primato romano, la pentarchia, i rapporti fra la Chiesa e l'autorità civile.
  - Il canone 1 riconosce alle decisioni dei concili ecumenici, dei sinodi locali e dei singoli Padri della Chiesa valore di «seconda parola di Dio».
  - Nel canone 2 si fa omaggio alle decisioni dei papi Niccolò I e Adriano II, designati entrambi come «strumenti dello Spirito santo».
  - Nel canone 11 si afferma l'unicità dell'anima umana, contro l'idea menzionata da Fozio che ogni uomo abbia due anime, delle quali una può errare, l'altra no.[8]
  - Il canone 12 dichiara deposto chiunque riceva la consacrazione episcopale in seguito ad un intervento arbitrario del potere secolare.
  - Nel canone 14 è condannato il servilismo degli ecclesiastici nei confronti dell'autorità civile.
  - Il canone 17 ribadisce la supremazia della giurisdizione patriarcale su quella dei metropoliti; ed afferma che i laici possono partecipare ai concili ma solo quelli ecumenici.
  - Il canone 21 unisce due prospettive diverse[9]: il valore della pentarchia e il primato di Roma, «con un evidente sforzo di comporre visuali diverse, se non tendenzialmente antagonistiche» (L. Perrone, op. cit.).
  - Il canone 22 vieta l'intervento dei laici nelle elezioni patriarcali e dei metropoliti.

## Il Concilio di Costantinopoli dell'879-880

### Gli antefatti

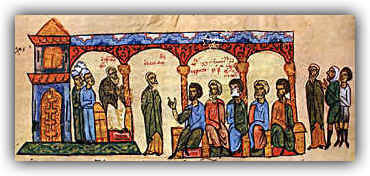
Il patriarca Fozio I, seduto sul suo trono patriarcale (dalle cronache di Giovanni Scilitze).

Il Concilio dell'869-870 poggiava su basi fragili. Aveva infatti riscosso consensi troppo ristretti nell'episcopato bizantino. Inoltre all'indomani del concilio i legati dei patriarcati orientali, scelti dall'imperatore Basilio I come arbitri nella questione bulgara, assegnarono a Costantinopoli la giurisdizione sulla Chiesa bulgara, suscitando l'ira e lo smacco per i legati papali. Per cui, anche se non subito, il patriarca Ignazio procedette alla consacrazione di un arcivescovo e di una decina di vescovi per la Bulgaria.
Papa Adriano II venne a conoscenza degli atti del concilio grazie alla traduzione latina di Anastasio Bibliotecario, poiché gli atti in greco erano andati perduti nel viaggio marittimo di ritorno. Il papa rispose all'imperatore con una lettera del novembre 871, nella quale formalmente confermava il concilio, anche se protestava per la decisione presa circa la Bulgaria. Il concilio fu ben presto ritenuto a Roma come l'ottavo ecumenico (così anche in una lettera di papa Giovanni VIII dell'875), mentre a Costantinopoli la sua autorità cominciò a vacillare già dall'871, poiché la causa di Fozio aveva molti sostenitori. Questo preoccupò il governo di Bisanzio, che voleva invece una definitiva rappacificazione. Tale politica fu perseguita nel decennio seguente il concilio: così esponenti foziani furono inviati nella missione bulgara; lo stesso Fozio fu richiamato a corte dove divenne precettore per i figli dell'imperatore. Ci fu pure una rappacificazione fra i due antichi avversari, così che, alla morte di Ignazio nell'ottobre 877, su richiesta dell'imperatore, Fozio salì al trono patriarcale di Costantinopoli, per un suo secondo mandato. Poco prima Basilio I si era rivolto a Roma pregando papa Giovanni VIII di inviare legati per un concilio di pacificazione definitiva della Chiesa bizantina.
Quando i due legati papali giunsero a Costantinopoli si trovarono di fronte Fozio e non più Ignazio. Dovettero perciò chiedere nuove istruzioni a Roma, mentre Basilio I e Fozio chiedevano al Papa di riconoscere il patriarca ed accoglierlo nella sua comunione. Papa Giovanni VIII, che tra l'altro aveva bisogno dell'aiuto bizantino contro gli attacchi dei Saraceni, si decise nell'agosto 879 ad accettare le richieste di Costantinopoli, ma a due condizioni: Fozio avrebbe dovuto chiedere perdono per la scomunica e la sua condotta passata, e la giurisdizione sulla Bulgaria avrebbe dovuto passare a Roma. Chiaramente queste richieste non potevano essere del tutto accettate da Costantinopoli, ma nella traduzione greca delle lettere papali questi punti furono mitigati.

### Svolgimento del concilio
Il concilio si svolse nella chiesa di Santa Sofia tra il 17 novembre 879 e il 13 marzo 880. All'inizio vi parteciparono 378 vescovi, per la maggior parte foziani, i 2 legati del papa di Roma e quelli del patriarca di Gerusalemme. Al concilio non partecipò l'imperatore, e la presidenza fu affidata a Fozio, così come al Concilio di Nicea II era spettata al patriarca Tarasio.
Nei discorsi iniziali si invitava il papa a dissociarsi da quelli che ancora mantengono un atteggiamento scismatico (gli ignaziani irriducibili) col pretesto della passata condanna di Fozio e si invitavano perciò i legati papali a fare opera di convincimento presso questi. Pur non rifiutando il principio secondo cui Roma era il centro della comunione ecclesiale, si voleva soprattutto la restaurazione dell'unità all'interno della Chiesa di Costantinopoli. I legati papali a loro volta ribadirono la posizione di Roma, ossia che la riabilitazione di Fozio spettava al Papa e che sulla Bulgaria il papa avanzava giuste pretese. Su quest'ultima questione il Patriarca di Costantinopoli mostrò la sua buona volontà dichiarando di non aver intrapreso in quelle terre nessun'azione ufficiale.
Comunque già al termine della prima sessione Fozio ricordò come negli ultimi tempi si era riconciliato con Ignazio e sottolineò l'insistenza con cui l'imperatore l'aveva pregato di riprendere il suo posto. In questo modo il patriarca ottenne il consenso dei legati papali alla sua reintegrazione, mentre da entrambe le parti si passava sotto silenzio il concilio di dieci anni prima.
Le deliberazioni del concilio furono sottoscritte da tutti nella sessione del 26 gennaio 880, con la riabilitazione di Fozio. Irrisolta rimase la questione bulgara, anche perché ora il khan Boris, desideroso d'una Chiesa autonoma, si oppose anche all'intromissione di Roma. I legati papali furono i primi ad apporre la firma alle decisioni conciliari, che di fatto abrogavano quelle dell'869-870, ed approvarono anche il pronunciamento di fede conciliare che, dopo aver confermato tutte le definizioni precedenti, vietava ogni mutamento, aggiunta o sottrazione al Simbolo niceno-costantinopolitano. Era comunque un primo avvertimento contro il Filioque, anche se Roma in quell'epoca non l'aveva ancora fatto proprio. Ma la questione dogmatica non vi veniva esaminata (lo sarà secoli dopo nel Concilio di Firenze).
Papa Giovanni VIII ratificò le deliberazioni del concilio dell'879-880, anche se non poteva essere pienamente soddisfatto, soprattutto dell'operato dei suoi legati, su cui manifestò delle riserve. Ma per la pace della Chiesa preferì accettare il concilio; cosa che non fecero i suoi successori, che poi nel 1014 su insistenza imperiale adottarono il Filioque e non riconobbero mai la legittimità di Fozio. Questi comunque cadde una seconda volta in disgrazia, fu deposto dal seggio patriarcale di Costantinopoli nell'886 da Leone VI e finì i suoi giorni in un monastero armeno nell'893.

## Le sorti dei due concili
Due concili con esiti non solo diversi, ma opposti fra loro; due concili che, dal punto di vista strettamente formale, alla luce dei criteri del Niceno II (vedi Concilio ecumenico) si possono entrambi qualificare come ecumenici. Due concili ecumenici che per la prima volta poi non affrontavano problemi dogmatici, ma personali:  caratteristiche che creano un unicum nella storia della Chiesa.
La ricezione dei due concili come ecumenici fu diversa in Occidente ed in Oriente. In Occidente il concilio ecumenico resterà quello dell'869-870, anche se la sua affermazione non è immediata. Il perdurare, soprattutto nella Chiesa franca, delle difficoltà a recepire come ecumenico il Concilio di Nicea II, ostacolò il riconoscimento del concilio dell'869-870. E se inizialmente a Roma questo concilio fu ritenuto ecumenico, non così in seguito, se è vero che, per esempio, nella bolla di scomunica del patriarca Michele I Cerulario del 1054 non si fa alcuna menzione ad un ottavo concilio ecumenico. Il suo riconoscimento definitivo è inevitabilmente legato alla progressiva separazione fra Chiese orientali e Chiesa romana, che trova proprio nel 1054 un suo punto decisivo.
In Oriente il concilio dell'869-870 cadde sotto la condanna di quello dell'879-880, e così i suoi atti furono distrutti e i suoi canoni non vennero accolti in nessuna collezione locale. La propensione di accettare il concilio dell'879-880 come ottavo ecumenico non è comunque nemmeno unanime nelle Chiese orientali.